# Christopher Lehmann-Haupt
Christopher Lehmann-Haupt (n. 14 iunie 1934, Edinburgh, Scoția, Regatul Unit – d. 7 noiembrie 2018, New York City, New York, SUA) a fost un jurnalist, redactor, critic literar și romancier american.

## Biografie
Lehmann-Haupt s-a născut pe 14 iunie 1934 și a urmat studii la Ethical Culture Fieldston School, The Putney School și Swarthmore College. El a studiat apoi la Yale School of Drama, absolvind în 1959 cu o diplomă de master în istoria teatrului și critică dramatică.
Împreună cu câteva zeci de scriitori și activiști politici proeminenți la acel moment (printre care James Baldwin, Jules Feiffer, Norman Mailer, Susan Sontag și Gloria Steinem) a semnat eseul Violence in Oakland, condamnând violența poliției împotriva membrilor Partidului Panterelor Negre din Oakland, California pe data de 6 aprilie 1968 (actele de violență au inclus uciderea adolescentului Bobby Hutton și rănirea lui Eldridge Cleaver).
Lehmann-Haupt a predat și a ținut numeroase prelegeri și a scris articole despre o varietate de subiecte, inclusiv pescuitul la muscă și cântatul la banjo, două dintre ocupațiile sale ocazionale. Prima lui carte, Me and Joe DiMaggio: A Baseball Fan Goes in Search of His Gods, a fost publicată în 1986 de către Simon & Schuster. Primul său roman, A Crooked Man, a fost publicată de Simon & Schuster în 1995. Al doilea roman, The Mad Cook of Pymatuning a fost publicată de Simon & Schuster în toamna anului 2005. El lucrează acum la o carte de memorii despre un an de viață petrecut în Berlin din 1947 până în 1948.
Lehmann-Haupt a locuit împreună cu soția sa, scriitoarea Natalie Robins, în cartierul Riverdale al Bronxului.

## Cariera de redactor
Lehmann-Haupt și-a început cariera profesională ca redactor la diferite edituri din New York, printre ei Holt, Rinehart and Winston și The Dial Press. În 1965 s-a transferat la The New York Times Book Review, unde a devenit redactor literar. În 1969 a fost numit recenzent senior de cărți pentru The New York Times, o poziție pe care a deținut-o până în 1995, când a devenit recenzent regulat de cărți. Din 1965 până în anul 2000 a scris mai mult de 4.000 de recenzii de carte și articole pe teme diferite de la pescuitul păstrăvilor până la arheologia persană.
În perioada când lucra ca redactor la The New York Times Book Review, Lehmann-Haupt a fost cunoscut ca un inamic al genului științifico-fantastic. În 1980, când a primit un exemplar al cărții Shatterday de Harlan Ellison pentru a face o recenzie, Lehmann-Haupt ar fi aruncat cartea pe jos și a spus: „Oh, acest SF este un rahat”.
În aprilie 2000 a preluat postul de autor principal de necrologuri pentru The Times și a scris necrologuri în avans și necrologuri zilnice până la pensionarea sa în 30 iunie 2006. Necrologurile care îi poartă semnătura au continuat să apară în The New York Times inclusiv în aprilie 2014.
Din acel moment el a continuat să scrie necrologuri în avans pentru The New York Times și să predea jurnalismul la Marymount College Writing Center și College of Mount Saint Vincent diîn Riverdale, Bronx, New York. De asemenea, el predă la Școala Postuniversitară de Jurnalism a Universității Columbia. A fost numit director editorial al Delphinium Books, o mică editură care publică opere de ficțiune.

## Legături externe
- Recent and archived news articles by Christopher Lehmann-Haupt of The New York Times